# ジョージ・W・デロング
ジョージ・ワシントン・デロング（George Washington DeLong, 1844年8月22日 – 1881年10月31日頃）は、アメリカ合衆国の海軍士官、探検家。

## 経歴
デロングはニューヨーク市で生まれ、メリーランド州アナポリスの海軍兵学校で学んだ。デロングの初航海は、1873年に北極で遭難した船の捜索である。この時以来、デロングは、北極の魅力に取り憑かれた。
1879年、ニューヨーク・ヘラルド紙のオーナージェームズ・ゴードン・ベネット・ジュニアの支援とアメリカ海軍の後援により、海軍少佐デロングは、ベーリング海峡経由で北極点にすばやく到達できるルートの探索計画を持って、パンドラ号と呼ばれていた船を買い取り、ジャネット号と改名してカリフォルニア州サンフランシスコから出発した（ジャネット号探検隊を参照）。この航海には、ベーリング海で氷に閉ざされたスウェーデンの探検家ノルデンショルドのヴェガ号救出も兼ねていたが、デロングがベーリング海に辿り着いた1879年には、すでにヴェガ号は太平洋を南下していたのであった。デロングはワシントンへ送信するための情報を現地に託した。
だが1879年秋にジャネット号は氷に閉じ込められて漂流し始める。それでも科学データや動物標本の収集とあわせて、1881年の夏にデロングは3つの島（デロング諸島）を発見し、アメリカ領と宣言した。なお、この航海でデロングは、ノヴォシビルスク諸島の北側を通っている。彼はこの付近にあるとされる、ヤコフ・サンニコフが発見したというサンニコフ島を見つける事は出来なかったが、この事によって、サンニコフ島の有無を巡る論争を高める結果となった。

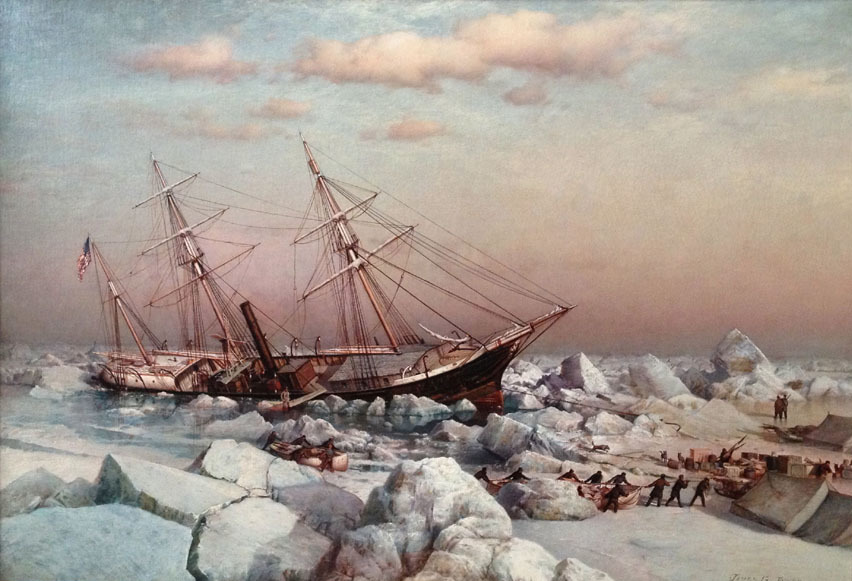
沈没するジャネット号から脱出するデロングら探検隊の想像図

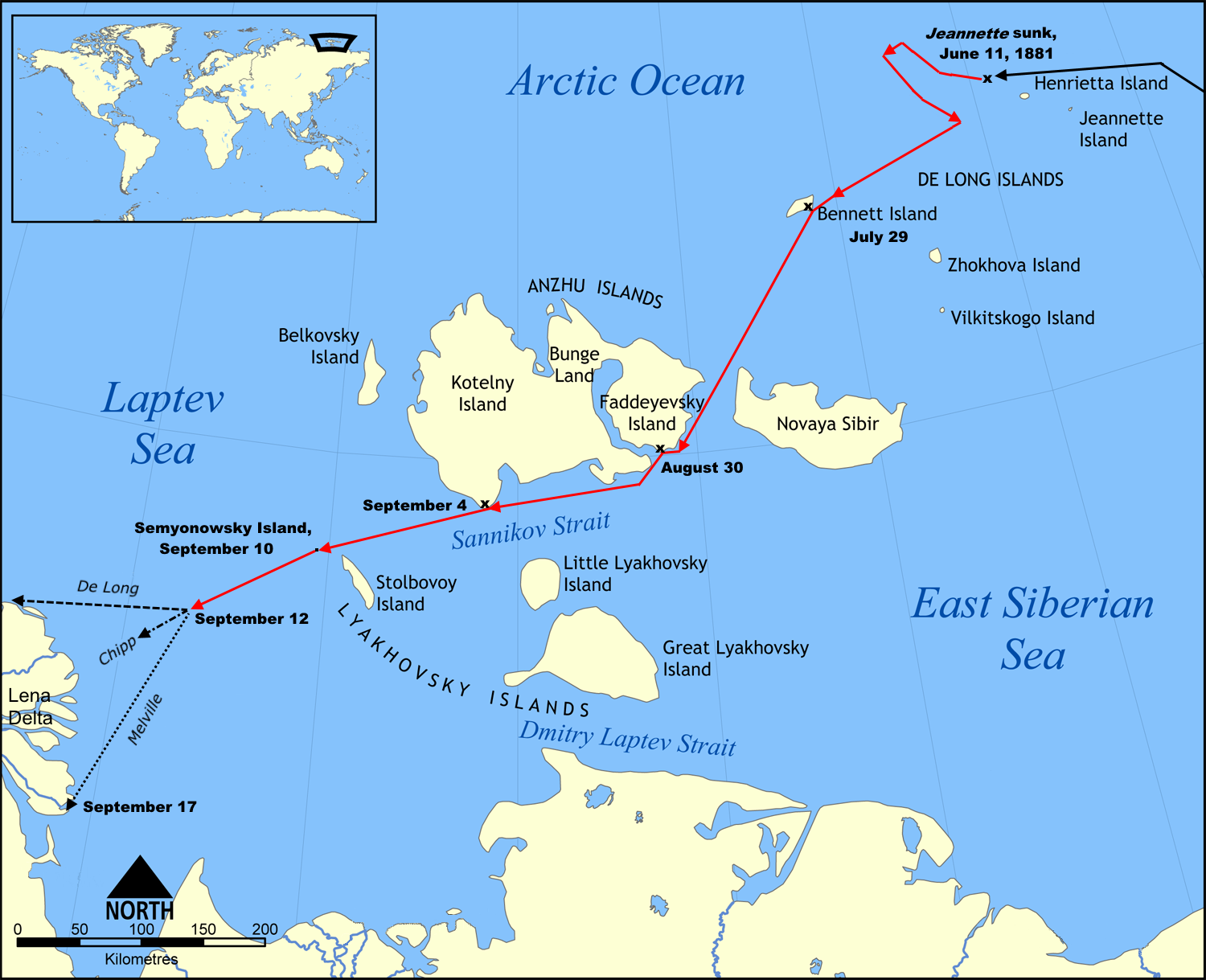
ジャネット号沈没後の探検隊の進路

だがジャネット号は氷に閉じ込められたまま損傷が進み、ついに1881年6月13日に北極海の沖合で押しつぶされて沈んだ（ジャネット号の遺留品は1884年にグリーンランドに漂着し、これに触発されたフリチョフ・ナンセンは北極探検を計画・実行することとなる）。デロング達は船を捨てて3つの小さなボートでシベリアを目指した。開氷面に到着後、7月にベネット島を発見。その後立ち寄ったセミョーノフスキー島を9月12日に出発するが、直後に彼らは嵐に遭遇してばらばらになってしまった。チャールズ・W・チップ中尉ら8人が乗る1隻のボートは行方不明となり、その痕跡は何も発見されなかった。デロングら14人の乗るボートはレナ川デルタの北部にたどり着いたが、救助を求めるために送られた二人のみが生き残った。ジョージ・W・メルヴィルが率いた11人が乗る3隻目のボートはレナ川デルタの南部に着き、川を遡上して住民により発見・救助され、さらにデロングが送った2名を救出した。
メルヴィルは翌1882年に捜索を行い、レナ川デルタにある小島Америка-Куба-Арытаでデロングら11人の遺体を発見した（ハンター一名のみ発見できず）。デロング達は餓死しており、デロングの遺体のそばには、上陸後に住民や食料をほとんど見つけられず、放浪の末に隊員が次々と死に至る顛末を記した彼の日記が残されていた（悪天候のため行進を中止した10月20日以降は記述が途切れ途切れになり、最後の記述は10月30日の隊員たちの死の記述。デロングもほどなく死亡したとみられる）。この航海では33人中20名が死亡し、捜索作戦中にもさらに死者が出た。メルヴィルが持ち帰ったジャネット号の気象観測記録は、19世紀末の北極の気象の貴重な記録となった。
デロングらの遺体は1883年になってアメリカへ送られて盛大な追悼式が開かれ、そのうちデロングら6人はブロンクスのウッドローン墓地に埋葬された。1890年には海軍兵学校に記念碑が建立され、さらに生存者を含む探検参加者33名に対し、議会名誉黄金勲章としてJeannette Medalが贈られ、デロングは金メダルを授与された。
ウィックス級駆逐艦のUSS DeLong (DD-129)、ラッデロウ級護衛駆逐艦のUSS DeLong (DE-684)は彼にちなむ。